# Sveriges ekonomi

Olika sektorers bidrag till Sveriges BNP, 1800-2000.

Sveriges ekonomi är en marknadsbaserad blandekonomi med en hårt trimmad skattefinansierad  offentlig sektor och omfördelning av inkomster. Sverige är ett industriland och ett av världens rikaste länder. Sveriges valuta är svensk krona (SEK). Sveriges bruttonationalprodukt (BNP) var år 2024 6 272 miljarder kronor, en ökning med 1 procent i jämförelse med helåret 2023. BNP per capita var 606 000 kronor år 2024.
Privata företag står för omkring 90 procent av landets industriella produktion. Landets tjänsteproduktion utgör omkring 70 procent av BNP. Lantbruket utgör 2 procent av BNP och sysselsätter också 2 procent av arbetsstyrkan.  Av samtliga förvärvsarbetande i Sverige arbetar runt en tredjedel i offentlig sektor. Landet har ett modernt distributionssystem, bra interna och externa kommunikationsmedel och en välutbildad arbetsstyrka. Handel med andra europeiska länder utgör en betydande del av Sveriges utrikeshandel där Tyskland är landets viktigaste handelspartner.  Landet är sedan 1995 medlem i EU:s interna marknad. Men efter en rådgivande folkomröstning i Sverige den 14 september 2003 sa svenska folket nej till EMU-deltagande, ett beslut som regeringen valde att följa.
Jordbruk var tidigare en viktig del i Sveriges ekonomi, men har gradvis minskat i betydelse sedan andra hälften av 1800-talet. Stora tillgångar av skog, mineraler och andra naturtillgångar, tillsammans med teknologi och effektiv organisation har gjort Sverige till ett framgångsrikt exportland. Statistiska Centralbyrån har en rad olika undersökningar som beskriver den svenska ekonomin. Tonvikten ligger på statistik som belyser konjunkturläget där bland annat bruttonationalprodukten, export och import, konsumtion och investeringar samt om produktionen inom olika branscher ingår.

## Historia

Konjunkturcykler i Sverige år 1842-2001.

Sveriges BNP/capita år 1000-2006 i jämförelse.

Sverige kom relativt sent in i industrialiseringsprocessen, och hade inga konkreta järnvägsplaner förrän efter 1850. Sverige hade dock ett allmänt högt humankapital, tack vare en tidigt införd skolplikt, och kunde därför då den andra industriella revolutionen utvecklas relativt snabbt. De så kallade snilleföretagen, som Ericsson och SKF, som bildades under denna tid var betydelsefulla. Sverige klarade tack vare dessa sig igenom 1920-talets ekonomiska kris relativt väl. Levnadsstandarden i Sverige var under mellankrigstiden hög i ett internationellt perspektiv. Under 1970-talet genomlevde större delen av världen en ekonomisk strukturkris, delvis beroende på OPEC-kriserna. Flera tidigare viktiga branscher som varvsindustri, stålindustri och textilindustri minskade kraftigt samtidigt som den offentliga sektorn expanderade och olika förmåner utökades. De devalveringar som genomfördes från sent 1970-tal löste inte den underliggande strukturkrisen. Först senare genomfördes mer strukturellt inriktade ekonomiska reformer. Idag är Sverige fortfarande ett välmående industriland men har tappat i förhållande till en del andra länder sedan 1970-talet.

### 1990-talskrisen i Sverige
Sverige gick in i 1990-talet med hög inflation. Den svenska regeringen lyckades inte genomföra förändringar för att stoppa löneökningarna och den resulterande inflationen. Förtroendet för att Sverige skulle bekämpa inflationen sjönk allt mer samtidigt som Sveriges meritlista inte heller var imponerande i frågan. För att förhindra ett kraftigt valutautflöde tvingades riksbanken höja räntorna. Det blev därmed snart uppenbart och oundvikligt att åtstramningsåtgärder krävdes för att skydda kronan. Av dessa var inte minst bindandet av kronan till Ecun ett tydlig signal till placerarna att denna gång skulle inte kronan devalveras. Detta var en omläggning av politiken jämfört med hur Sverige tidigare hanterat svåra konjunkturlägen. Denna gång skulle inflationen bekämpas även om det skulle ske till priset av en ökande arbetslöshet. När den ekonomiska politiken inriktades på att försvara den fasta valutakursen var dock kronan redan övervärderad, bland annat som ett resultat av högre inflation än omvärlden.
Den danska folkomröstningens nej till EMU satte dock igång nya spekulationer genom att det gav anledning att ifrågasatta det europeiska valutasamarbetets framtid. Placerarna började nu åter fly från svaga valutor för att istället placera dem i stabila valutor som den tyska D-marken. Den svenska kronan var onekligen en av de svaga valutorna. Sverige fick nu betala för alla de devalveringar man gjort under tidigare svåra perioder. Ett tag kämpade dock politiker och riksbanken emot och försökte försvara det svenska kronvärdet, med snarast extrema metoder. Riksbanken höjde styrräntan till 500 procent och riksdagen drev igenom ett par krispaket. Detta hjälpte inte och kronan släpptes till slut fri, för första gången på mer än sextio år. 
Den flytande kronan förlorade kraftigt i värde. Följderna av den flytande kronan blev därför dels att exportindustrin återigen knuffades igång. Det innebar dock också att riksbankens inflytande ökade och att inflationsbekämpningen blev dess viktigaste uppgift. Under åren efter den värsta krisen fokuserades den svenska ekonomiska politiken på att bekämpa inflationen samtidigt som man arbetade för att få ned budgetunderskotten och den skenande statsskulden. Detta prioriterades före arbetslöshetsbekämpningen.

### Återkomsten efter 1990-talskrisen
Sveriges ekonomi har förändrats avsevärt sedan den kraftiga recessionen i början av 1990-talet. Tillväxten har varit relativt hög i vissa sektorer under de senare åren, och även om ekonomin saktade ner under början av 2001, är näringslivets tillväxt positiv. Inflationen är låg och relativt stabil. Sedan mitten av 1990-talet har exportsektorn expanderat kraftigt, och bidrar till den ekonomiska tillväxten. Exportens struktur har markant skiftat, från traditionell industri som stål, papper och pappersmassa, till tjänster, IT-industri och telekommunikation. Under samma tid har svensk industri och offentlig sektor minskat i värde, främst på grund av konkurrens från låglöneländer och högre privata vinstuttag. Mellan 1995 och 2003 sjönk Sveriges exportpriser med 4 procent, och importpriserna steg med 11 procent, en nettosänkning av handelsvillkoren med 13 procent.

## Ekonomisk struktur

Bruttoregionalprodukt per capita i tusental kronor (2016).

Viktiga näringar i Sverige innefattar tjänster, skogsbruk, industri samt järnbrytning. Andra näringar av betydelse inkluderar jordbruk (viktiga jordbruksprodukter är vete, potatis, sockerbetor, nötboskap) och fisk. Maskiner, papper, trävaror, järn, stål, vägfordon liksom elektronik och telekommunikationsprodukter utgör viktiga exportprodukter för Sveriges ekonomi. Sveriges ekonomi är mycket starkt orienterad mot export och handel med utlandet, exporten har de senaste åren utgjort över 50 % av BNP. Sveriges industristruktur består i ovanligt hög grad av stora internationellt inriktade koncerner. Den svenska huvudstaden Stockholm, med Stockholmsbörsen och flera bankers huvudkontor, är Nordens främsta finanscentrum. Wallenbergsfären har haft ett inom industriländer unikt stort inflytande på den svenska börsen, stundtals har de kontrollerat över 30 % av börsvärdet.

## Sveriges försörjningsbalans 2006
Försörjningsbalansen visar varifrån ett lands resurser kommer och hur de används. Siffrorna är i miljoner kronor.
Tillgång 4 157 974
- BNP 2 900 790
- Import 1 257 184

Användning 4 157 974
- Konsumtion 2 135 212
- Bruttoinvesteringar 528 724
- Export 1 494 038

Andra nyckeltal
- Investeringskvot = investeringar / BNP = 18 %
- Nettoexport (bytesbalansens överskott) = export − import = 236 854 (8 % av BNP).
- Sparande = investeringar + nettoexport = 765 578
- Sparkvot = sparande / BNP = 26 %
- Kapitalförslitning 354 045
- Nettonationalprodukt (NNP) = BNP − kapitalförslitning = 2 546 745
- Nettoinvesteringar (kapitalstockens tillväxt) = bruttoinvesteringar − kapitalförslitning = 174 679
- Kapitalstock 5 871 043
- Exportandel av BNP 52 %

Sverige sparade 26 procent av BNP. 18 procentenheter av detta investerades inom landet och 8 procentenheter investerades utom landet, främst i USA och Storbritannien. Ett överskott i bytesbalansen betyder att man lånar ut pengar till utlandet. Om man summerar alla länders nettoexport blir summan noll eftersom ett land måste låna vad ett annat land lånar ut. Exporten uppgick till över hälften av BNP, ett högt tal jämfört med andra länder.

## Offentliga finanser
Sveriges utbud av offentliga insatser och socialförsäkringar är ett av världens mest omfattande. Det gör också att skattenivån som andel av BNP är en av världens högsta. Den offentliga sektorn har det senaste åren genomförts vissa bolagiseringar och privatiseringar. I den nära historien har de offentliga finanserna inte alltid balanserat. Sverige har, särskilt sedan mitten av 1970-talet, ackumulerat en statsskuld motsvarande drygt 1093 miljarder kronor (brutto). Detta skapar en bruttoskuld på drygt 35 procent av Sveriges BNP. Sedan sent 1990-tal har dock bruttostatsskuldens andel av BNP minskat kraftigt, från ca 80 procent. Statskulden utslaget per invånare blir ca 130 000 kr per individ. Staten äger samtidigt stora finansiella tillgångar. Då tillgångarna överstiger skulderna har Sverige ingen offentlig nettoskuld, utan förvaltar istället ett överskott. Den svenska offentliga sektorn har därmed år 2008 en finansiell nettofordran på 24 procent av BNP. Överskottet är följden av att den offentliga sektorn det senaste decenniet har gjort stora budgetöverskott, i genomsnitt ca två procent av BNP per år. År 2008 var överskottet 135 miljarder kronor, vilket främst berodde på försäljningar av statliga bolag. En stor del av tillgångarna är dock avsedda för framtida pensionsutbetalningar.
Som en följd av finansiella överskott utan motsvarande ökning av inhemska investeringar, har Sverige använt sju–åtta procent av landets samlade resurser till kapitalexport under de senaste tio åren. En så stor kapitalexport är ovanlig bland industriländer.
Den svenska nationalbanken – Riksbanken – för en inflationsstabiliserande politik med en målsättning på en årlig inflation på 2 procent. Riksbankens beslut får inte påverkas av de valda politikerna och är starkt beroende av ränteutvecklingen i euro- och dollarområdena.

## Sociala förhållanden
Sverige har världens sjunde högsta levnadsstandard enligt Human Development Index, med en poäng på 0.958 av 1. På lång sikt (1980–2006) har Sverige haft en ganska normal ökning jämfört med andra länder. På medellång sikt (1990–2006) har Sverige en relativt hög ökning, men däremot på kort sikt (2000–2006) har landet haft en ytterst liten ökning. Även i många andra välfärdsindex hamnar Sverige mycket högt upp vid rankningar. Sverige har världens fjärde jämnaste inkomstfördelning, med en Gini på 25 (år 2000). Även i fattigdomsnivån i Sverige är en av världens allra lägsta, oavsett om man avser relativ eller absolut fattigdom. Inkomstojämlikheten har dock ökat i Sverige under mer än ett decennium. I december 2008 offentliggjorde TCO en rapport som visar att var tredje arbetslös i Sverige saknar a-kassa och därmed bara har en garanterad inkomst motsvarande existensminimum.

## Socialt kapital och korruption
Sverige är ett av de länder i världen som har det högsta sociala kapitalet. Med det menas att tilliten mellan medborgarna som individer och till myndigheter är mycket högt. En effekt av högt socialt kapital är låg korruption. På den internationella listan som årligen publiceras av analysföretaget Gallup hamnar Sverige på en tiondeplats. Flera andra europeiska länder hamnade dock före Sverige. Enligt Transparency International hamnade Sverige 2006 på en sjätteplats och ligger ungefär jämsides med Schweiz. Av europeiska länder var Island, Finland och Danmark före Sverige på listan. Jämför artikeln om riksrätt. Enligt Transparency International så delar Sverige 3:e platsen 2013 med Danmark och Nya Zeeland på delad förstaplats.